# Pierre Avezard
Pour les articles homonymes, voir Petit Pierre.
Pierre Avezard, dit aussi "Petit Pierre", né le 30 décembre 1909 à Vienne-en-Val (Loiret) et mort le 24 juillet 1992 à Jargeau (Loiret), est un créateur français d'art brut,.
Autodidacte, il est auteur du « manège de Petit Pierre », exposé à La Fabuloserie à Dicy dans l'Yonne. Il vécut toute sa vie dans le village de Fay-aux-Loges, dans le Loiret.

## Biographie
Atteint du syndrome de Franceschetti-Klein (ou Treacher Collins) lui causant des malformations au niveau du visage ainsi qu'une absence de pavillons d'oreille, Pierre Avezard exerce des activités de vacher et de bûcheron dans des fermes de Fay-aux-Loges dans le Loiret. Dès 1937 (à 28 ans), il commença la réalisation de son œuvre la plus connue, le « manège de Petit Pierre » à la Coinche, la ferme où il s'installe définitivement.
Son frère étant ingénieur en aéronautique, il l'emmène régulièrement visiter des villes européennes où Petit Pierre puisera une partie de son inspiration, donnant par exemple, sa Tour Eiffel de 23 m de haut, le Moulin-Rouge, ou encore une corrida.
Son manège inclut un système de pilotage et est actionné par un petit moteur électrique dont la force motrice est utilisée dans différentes scènes du manège, grâce à un système de courroies. Petit Pierre est parfois représenté dans les scènes ; par exemple dans la scène du bal du village, où Petit Pierre danse avec sa vache préférée, plutôt qu'avec ses semblables qui ne veulent pas danser avec lui.

## Hommages
- L'ensemble du manège a été démonté soigneusement sur son lieu de création (à Fay-aux-Loges) avant d'être reconstruit en extérieur (comme à l'origine), au musée de la Fabuloserie.
- Un personnage inspiré de « Petit Pierre » apparaît dans le film de Jean-Pierre Jeunet, Micmacs à tire-larigot. Il est interprété par Michel Crémadès.
- Le film documentaire Petit Pierre d'Emmanuel Clot qui est consacré à la vie de Pierre Avezard, a obtenu le César du meilleur court-métrage documentaire en 1980.
- La bande-dessinée de Florence Lebonvallet et Daniel Casanave en 2019 : Petit Pierre : la mécanique des rêves  (ISBN 9782203155275)